# High Strung (film, 1991)
Pour les articles homonymes, voir High Strung.
Pour plus de détails, voir Fiche technique et Distribution.
High Strung est un film américain de Roger Nyard sorti en 1991.

## Synopsis
Bien qu'il écrive des livres pour enfants, Thane Furrows est l'homme le plus cynique de la planète. En se réveillant un matin, il est poursuivi pour la sensation que quelque chose va se passer le soir même à 20 heures. Et cette pensée ne fait que se renforcer lorsqu'il se met à recevoir lettres et appels anonymes lui indiquant la même chose ...

## Fiche technique
- Réalisation : Roger Nygard
- Scénario : Robert Kuhn et Steve Oedekerk
- Producteurs : Cirina E. Hampton, Rubin M. Mendoza et Roger Nygard
- Producteurs exécutifs : Vladimir Horunzhy et Sergei Zholobetsky
- Montage : Tom Siiter
- Photographie : Alan Oltman
- Musique : Vladimir Horunzhy et Thomas Lieberman
- Costumes : Susan Watanabe
- Décors : Kim Kartinager
- Casting : Ellie Kanner
- Chef décoration : Richard London
- Son : Lee Dragu (superviseur bruitage), John Sisti (bruiteur), Stephen Tibbo et Pat Toma (mixeurs)
- Procédé son : Stéréo
- Procédé image : 35 mm - Couleur
- Pays :  États-Unis
- Langue : Anglais
- Distribution : Rocket Pictures [Originally sortie by Summa Video, though these copies are hard to come by and are considered collectibles now]
- Année : 1991
- Durée : 93 minutes
- Genre : Comédie
- Budget : 300 000 dollars

## Distribution
- Steve Oedekerk  : Thane Furrows
- Thomas F. Wilson  : Al
- Denise Crosby  : Melanie
- Fred Willard  : le vendeur d'assurances
- Jani Lane : Vol
- Kirsten Dunst  : la jeune fille
- Ed Williams  : le patron
- Ivy Austin : un candidat
- Paul Ryan : le présentateur du jeu TV
- Mark Eugene Roberts : le chauffeur de la limousine
- Toni Sawyer : la mère
- Jim Carrey  : la Mort (non crédité)
- Julie Araskog